# Sant Ildefons (Retaules d'Illescas)
Sant Idelfons és una obra cabdal d'El Greco, realitzada per a l'església de l'Hospital de la Caritat d'Illescas, Província de Toledo, on ha romàs fins a l'actualitat. Està catalogada per Harold Wethey amb el núm.. 23 al seu catàleg raonat d'obres d'aquest artista.

## Temàtica
A aquesta obra El Greco esmenta la condició d'escriptor i teòleg d'Ildefons de Toledo, i probablement es refereix al procés d'escriptura de la seva obra més important:
- De virginitate S. Mariae contra tres infideles (De la virginitat perpètua de Santa Maria contra tres infidels), l'obra principal i més valorada, que palesa la seva devoció mariana. Els tres infidels del títol són Jovinià i Elvidi i un autor jueu. Ildefons defèn la virginitat de Maria a la concepció i el part, basant-se principalment en l'obra d'Agustí d'Hipona i Isidor de Sevilla.

## Anàlisi
El Greco mostra Sant Ildefons en una escena íntima i Intel·lectual, assegut al seu oratori de la Catedral de Toledo, en actitud d'escriure, potser el seu tractat sobre la Virginitat de la Mare de Déu. Per inspirar-se, mira una imatge de la Verge de la Caritat d'Illescas. Josep Gudiol remarca el tarannà humà i simpátic que El Greco va saber donar a aquest personatge, la delicadesa espiritual i bondat del qual queda reflectida tan al seu rostre com a les seves mans. t
Els colors principals són el profund i lluminós vermell del vellut de la taula, els daurats de la passamaneria i de les senefes, i el blau fosc del vestit del Sant. Sobre la petita imatge de la Verge Maria hi cau un raig de lum groga. Amb aquesta limitada paleta, El Greco assoleix uns resultats màgics.

## Estat de conservació
L'estat de conservació és excel·lent, malgrat la pèrdua de la veladura de les mans, i l'enfosquiment del vellut de la taula, a la part inferior dreta.

## Còpies
- National Gallery of Art; Washington DC; Oli sobre llenç; 112 x 65 cm; Signatura dubtosa a la part inferior esquerra, amb lletres cursives gregues molt fragmentades; A més de la mala conservació de la superfície, la qualitat correspon a la d'una còpia rutinària dels ajudants d'El Greco. Aquest quadre deu ésser la peça anotada a l'Inventari-I, p-193, i a l'Inventari-II, nº-15.[4][5]